# Жёлтая колбаса

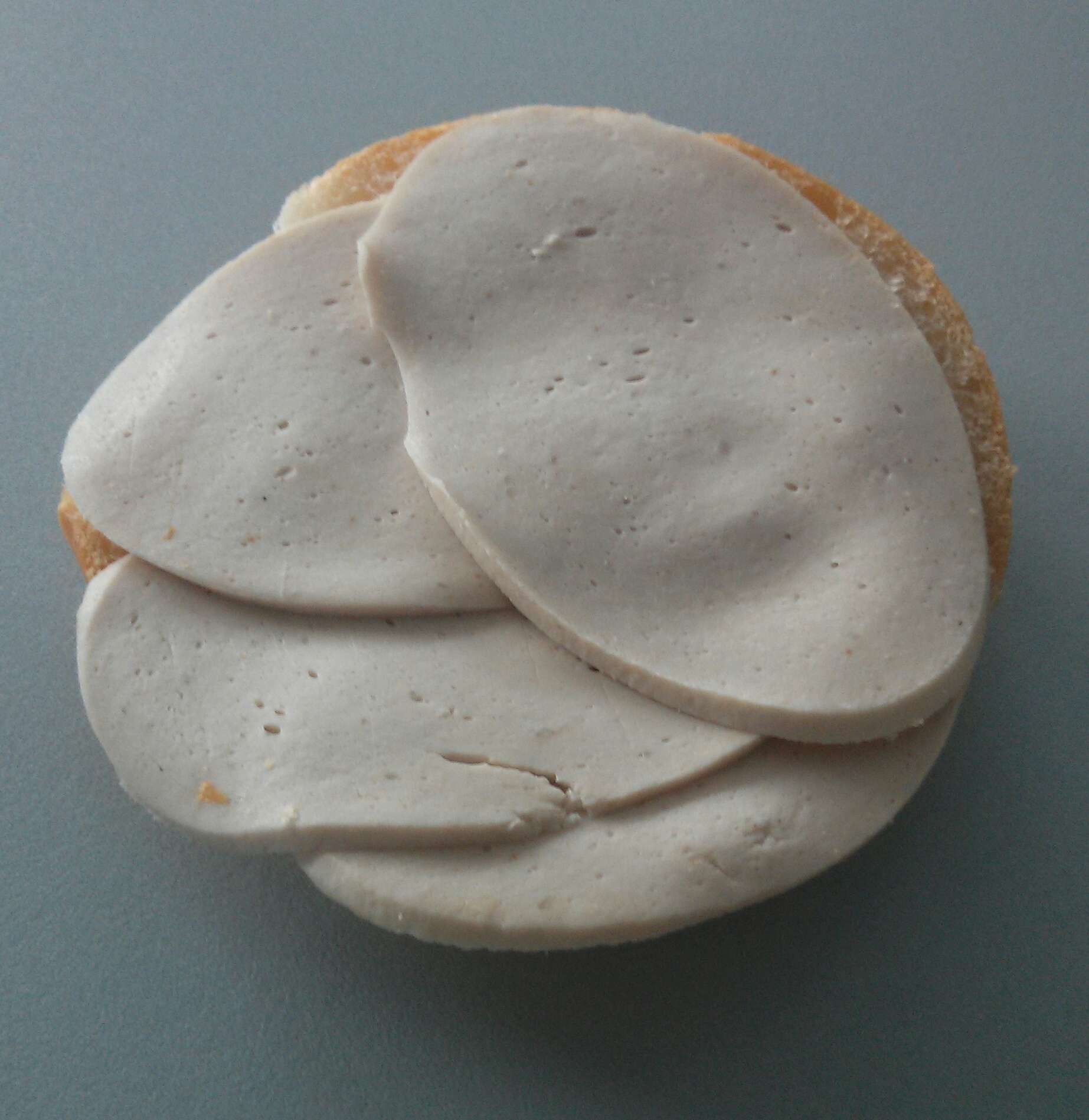
Бутерброд с жёлтой колбасой

Жёлтая колбаса (ге́льбвурст, нем. Gelbwurst) — сорт немецкой варёной колбасы из тонко измельчённого колбасного фарша, получившей название по традиционной колбасной оболочке жёлтого цвета, некогда натуральной, подкрашенной шафрановой водой, а ныне искусственной. Жёлтая колбаса, обладающая мягким вкусом и умеренным содержанием соли, подходит для бутербродов, колбасных салатов и айнтопфов. Жёлтую колбасу любят дети, и в сельских мясных лавках по-прежнему принято угощать ею детей клиентов. Во Франконии свежеприготовленную, ещё горячую жёлтую колбасу подают по-белому, посыпав рубленой петрушкой, а в Бамберге — по-голубому, с репчатым луком в уксусном бульоне.
Под разными региональными названиями (нем. Hirnwurst — «мозговая колбаса», нем. Kalbskäse — «телячий сыр», нем. Weißer Fleischkäse — «белый мясной сыр») и по разным рецептам жёлтая колбаса выпускается в Баварии, Баден-Вюртемберге, Гессене, Тюрингии и Саксонии. Жёлтая колбаса появилась на рубеже XIX—XX веков, согласно её рецепту, впервые опубликованному в 1905 году, фарш для жёлтой колбасы готовили из нежирной свинины и свиной грудинки, и на четверть он состоял из телячьих мозгов, которые были исключены из ингредиентов колбасы в 2000 году из-за кризиса, связанного с коровьим бешенством. Среди добавляемых в фарш пряностей — перец, мускатный цвет, лимонный порошок, имбирь и кардамон. В фарш жёлтой колбасы не добавляют нитритную соль, поэтому после варки жёлтая колбаса приобретает характерный светлый, бледно-жёлтый цвет.